# Formulaire

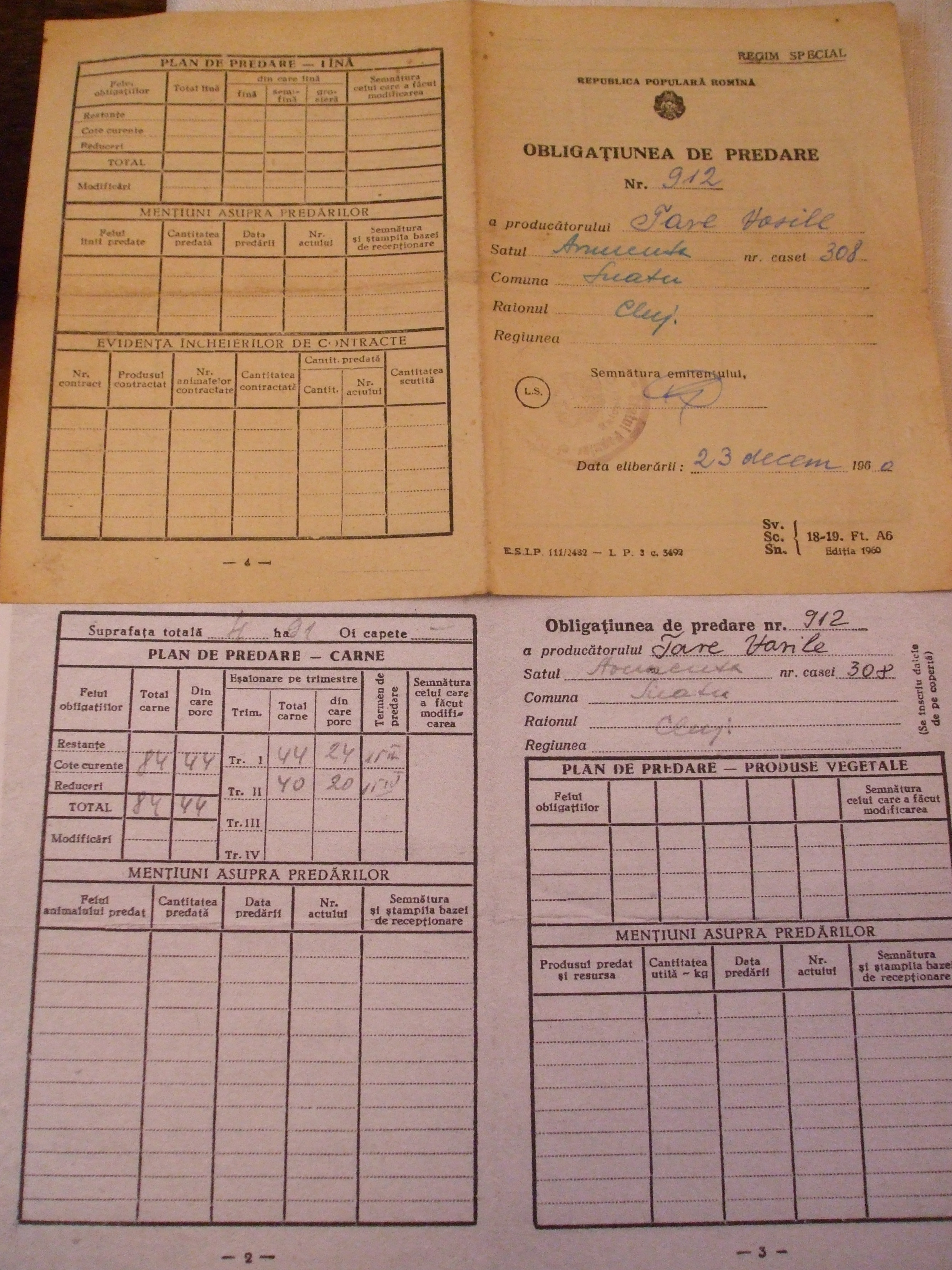
Formulaire

Un formulaire est un support proposant de fournir des informations de façon structurée, dans des champs, qui sont des espaces délimités (par exemple par des pointillés) dans lesquels l’information peut être écrite, adjoints d’un texte décrivant la nature de l’information à fournir. Les champs peuvent également être des cases à cocher, ou encore bien d’autres choses dans les interfaces informatiques.
En droit, un formulaire est un modèle d’acte juridique.

## Éléments historiques
Un formulaire, de « formule », désigne à l'origine un recueil de formules scientifiques ordonnées. Le terme a ensuite été repris pour désigner des documents avec des champs à compléter.
Les premiers formulaires furent écrits (et copiés) par les juristes romains puis des juristes médiévaux (moines ou laïcs carolingiens) pour les notaires et les chancelleries notamment, et pour l'enseignement du droit (ex. : formulaire de Marculf).
De nos jours, un formulaire est souvent un type de document administratif général, bien souvent à remplir par l'usager.

## «Le formulaire», instrument de lutte contre le jansénisme
De 1656 à 1669, le formulaire sur les cinq propositions, couramment appelé « le formulaire », est un instrument de lutte contre le jansénisme. Il se présente comme une profession de foi que doivent signer tous les ecclésiastiques du royaume de France. Il approuve la condamnation par le pape Innocent X de cinq propositions sur la grâce attribuées à Jansénius. Le premier texte est établi en 1656. Il est légèrement modifié en 1657. En 1665, le pape le fait sien. Cette troisième version est parfois appelée « formulaire d'Alexandre VII ». Le formulaire réapparaît au XVIIIe siècle, à l'occasion des violentes querelles autour de la bulle Unigenitus. Il gagne même l'étranger. Sa signature est encore exigée au XIXe siècle, sous le régime concordataire.

## En informatique
Dans les interfaces graphiques informatiques, les formulaires offrent de nouveaux types de composants : outre les champs de texte et les cases à cocher, il y a des listes de choix, des boutons, des composants à glisser-déposer, des sélecteurs de date, des sélecteurs de couleur, des curseurs de quantification… Les formulaires comprennent généralement au moins un bouton pour valider la saisie. Souvent, la sélection de certains éléments détermine quels champs sont affichés ensuite.
Les formulaires sont notamment présents dans les sites web, généralement afin de permettre de fournir des informations au service, ou encore de contacter les personnes responsables. Ils sont un moyen d’interactivité entre le client (le navigateur web de l’internaute) et le serveur qui met à disposition le site. Ils sont apparus avec le Web 2.0. Une fois les informations obtenues et traitées, le serveur renvoie au client le contenu adapté à son cas.
Dans les logiciels, les formulaires servent bien souvent à définir des paramètres, à saisir des données pour alimenter une base de données, à déterminer quelle action exécuter et comment, ou encore à effectuer une recherche.